# Andreas Zapatinas
Andreas Zapatinas (Atenas, 1957) es un diseñador de automóviles griego. 

## Biografía

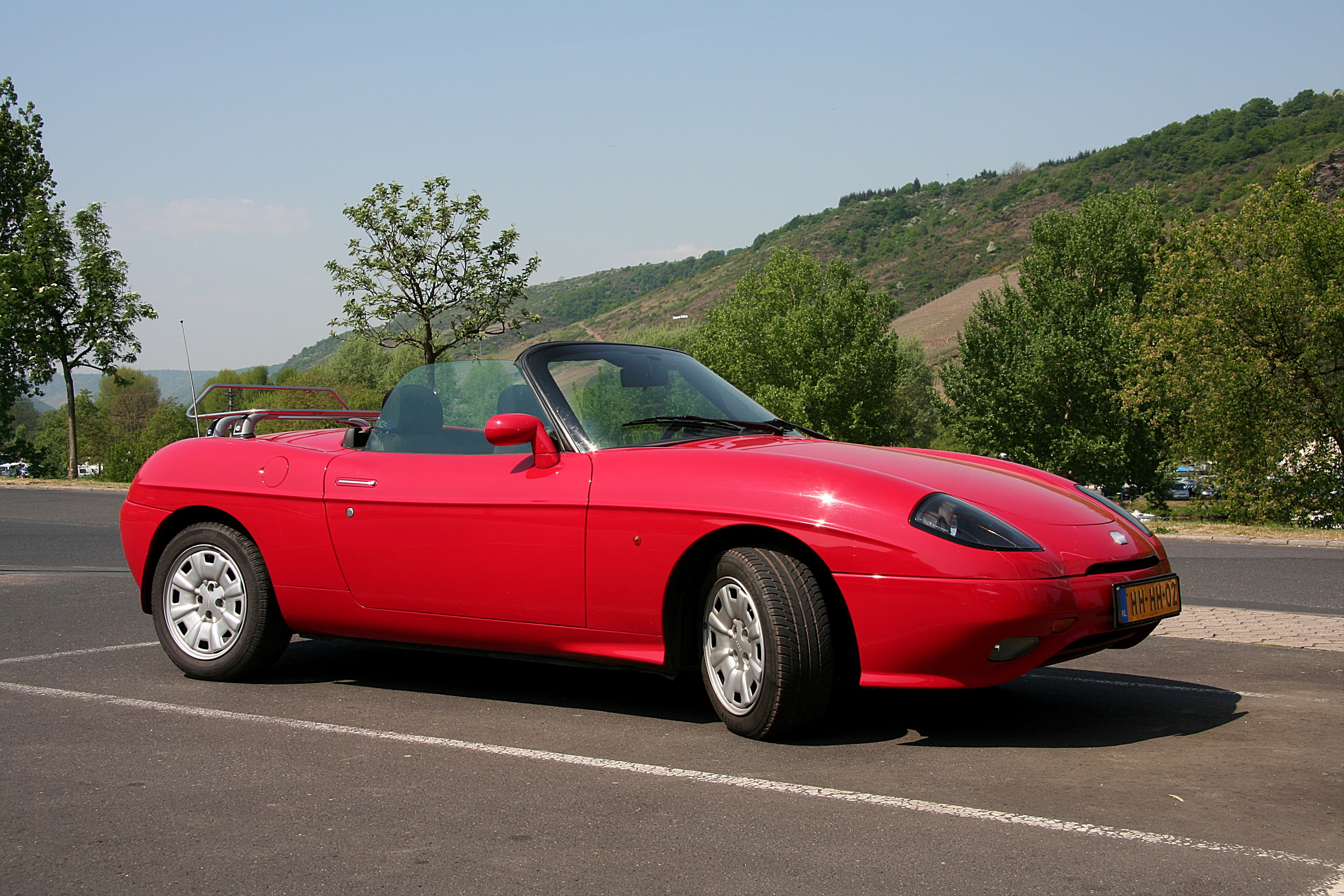
Fiat Barchetta

Se graduó en diseño en 1986 en el Art Center School de Pasadena en California y a su vuelta a Europa trabajó en el Art Center College of Desing Europe en Vevey y luego en Pininfarina.
En 1988 comenzó a trabajar en Centro Stile Fiat bajo la supervisión de Chris Bangle y se le asignó la tarea de diseñar el Fiat Barchetta, participando también en el diseño de algunas partes del Alfa Romeo 145.
En 1994 abandona Fiat, y entra también con Chris Bangle en BMW, para volver en 1998 a Alfa Romeo como jefe de diseño, donde participará en el desarrollo de modelos tan exitosos como la versión familiar del Alfa Romeo 156.
Zapatinas ingresa en Subaru en el 2002 como director de diseño avanzado de la marca donde desarrolla algunos modelos como el R2 o el Tribeca, a cuyo cuestionado frontal (que no era diseño original de Zapatinas) se responsabiliza de la salida del diseñador de la marca japonesa en julio de 2006